# Automeris celata
Automeris celata är en fjärilsart som beskrevs av Lemaire 1969. Automeris celata ingår i släktet Automeris och familjen påfågelsspinnare. Inga underarter finns listade i Catalogue of Life.